# Estadio Pedro Marrero
L'Estadio Nacional de Fútbol Pedro Marrero è uno stadio situato a L'Avana, che ospita le partite casalinghe del CF Ciudad de la Habana. Lo stadio ha una capacità di 30 000 persone ed è stato costruito nel 1929.

## Geografia
Lo stadio si trova nel quartiere di Ceiba, parte del municipio di Playa; vicino ai confini con Nuevo Vedado, quartiere di Plaza de la Revolución.